# Galacturonzuur
Galacturonzuur (of nauwkeuriger D-Galacturonzuur) is een organisch-chemische verbinding uit de groep van uronzuren. Galacturonzuur is het hoofdbestandeel van pectine (voor het eerst in 1924 vermoed door K. Smolenski) en behoort voor de mens tot de voedingsvezels. Ze is formeel een oxide van D-Galactose. De zouten heten galacturonaten.

α-D-Galacturonzuur als Haworth-schrijfwijze
β-D-Galacturonzuur als Haworth-schrijfwijze